# رگنراک (کمیک)
رگنراک (به انگلیسی: Ragnarok) یک شخصیت خیالی ابرشرور در کتاب‌های کامیک آمریکایی منتشر شده توسط مارول کامیکس است. رگنراک یک کلون سایبری از شخصیت ابرقهرمان ثور است، و همینطور ظاهر و توانایی‌های مشابهی با ثور دارد، ولی از قدرت‌هایش برای نابودی ابرقهرمانان استفاده می‌کند.